# ライオンのわがまましてます50人
『ライオンのわがまましてます50人』（ライオンのわがまましてますごじゅうにん）は、1986年10月18日から1987年3月28日までテレビ東京系列局で放送されたテレビ東京製作のトークバラエティ番組。全24回。ライオンの一社提供。放送時間は毎週土曜 22:00 - 22:30（JST）。

## 概要
毎回一般女性50人を集め、司会の野末陳平が1つのテーマに沿ってのトークを展開していた番組である。
7年間放送された『ミエと良子のおしゃべり泥棒』に代わって開始したが、半年の放送で終わり、『ライオンのわがまま夢中船』（後に『チェックTV ライオンのDo You 土曜?』に改題）にリニューアルすることとなる。

## 出演者

### 司会
- 野末陳平

### ゲスト
- 西川きよし
- 柳沢慎吾
- ほか

## テーマ
1. レオタード美女
2. 女優の卵
3. 女子大生
4. 一人暮らしの女性
5. 看護婦
6. 受付嬢
7. 女みこし
8. 保母さん
9. デザイナー学生
10. バスガイド
11. 田園調布のお嬢さん
12. ハイレグ水着
13. 20歳女性（「成人の日」を控えた1987年1月10日に放送）
14. 美容師
15. 女性ボディービルダー
16. 新婚25組
17. ツアーコンダクター
18. テレフォン嬢
19. 女子大生（その2）
20. 水着美女（その2）
21. コンパニオン嬢
22. 日本舞踊
23. チアガール
24. （不明）[1]

## オープニングキャッチ
- 当番組のオープニングキャッチは、クロージングに行われており、映像とジングルは『ライオンのいただきます』（フジテレビ）の物と同じだが、『いただきます』の映像は、後半「ライオン」のテロップが後方に移動して「ライオンのいただきます」となる演出なのに対し、当番組は「ライオン」のテロップが現れるのは同じだが、その後画面が、タイトルが書かれたブルーバックに変わる演出だった（後の『チェックTV ライオンのDo You 土曜?』でも同様である）。
- その後の提供コメントは、「この番組は、おはようからおやすみまで暮らしを見つめる『ライオン』の提供でお送りしました。」である。